# جوئل (بازیگر)
جوئل (انگلیسی: Joelle؛ زادهٔ ۱ ژانویهٔ ۱۹۹۸) خواننده، بازیگر، و بازیگر سینما است.
از فیلم‌ها یا برنامه‌های تلویزیونی که وی در آن نقش داشته‌است می‌توان به مدرسه‌ای برای خوب‌ها و بدها و دومینا اشاره کرد.